# Солончакова айстра звичайна
Солончакова айстра звичайна (Tripolium pannonicum) — багаторічна трав'яниста рослина з родини айстрових (Asteraceae).

## Народні назви

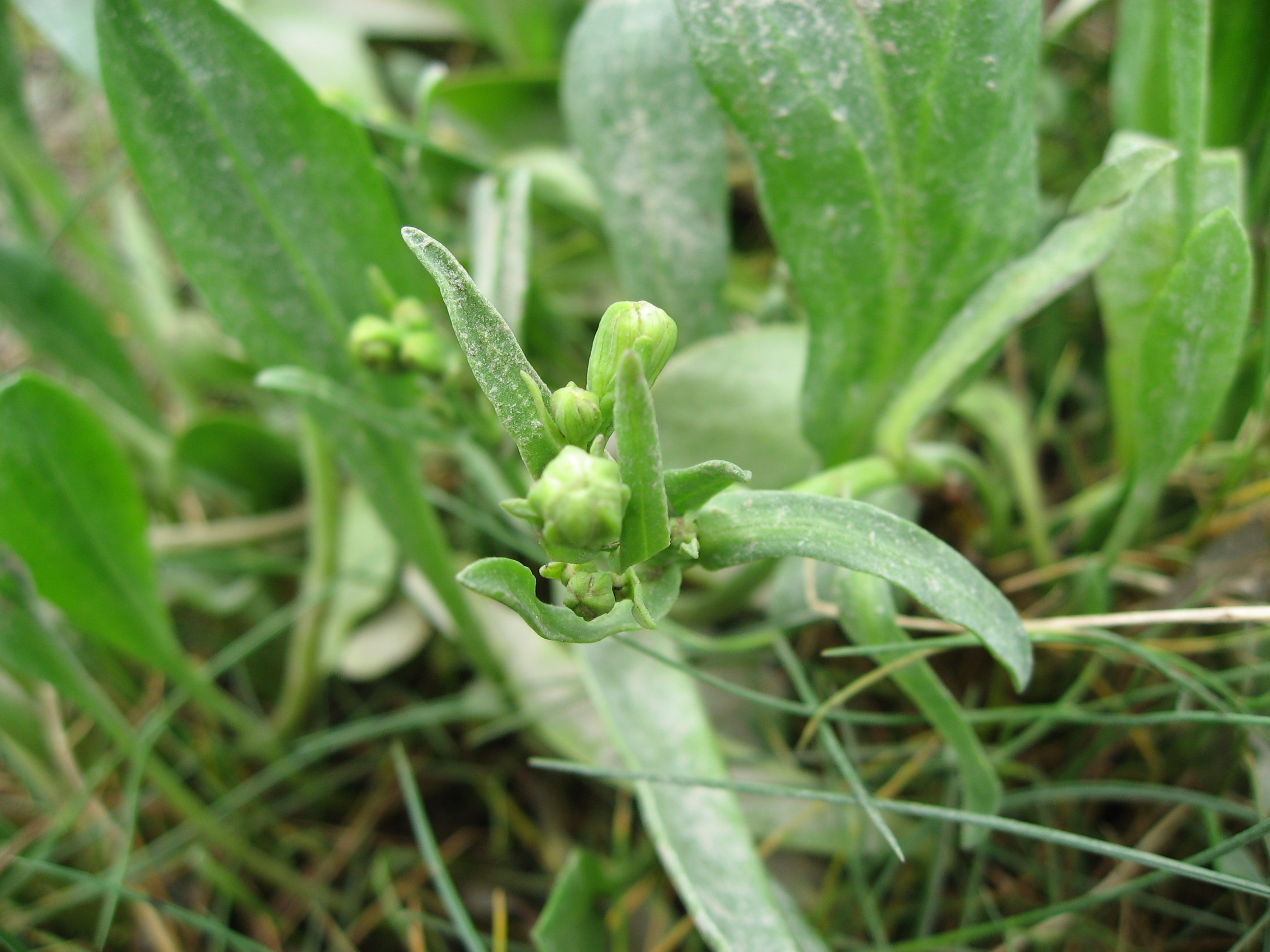
Бутони Tripolium pannonicum

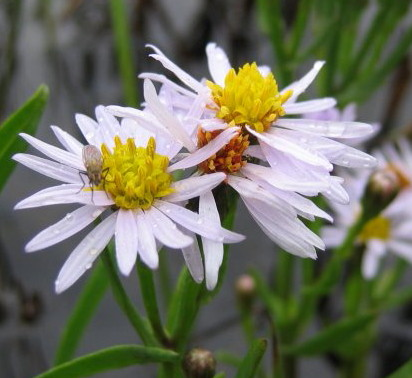
Квіти Tripolium pannonicum

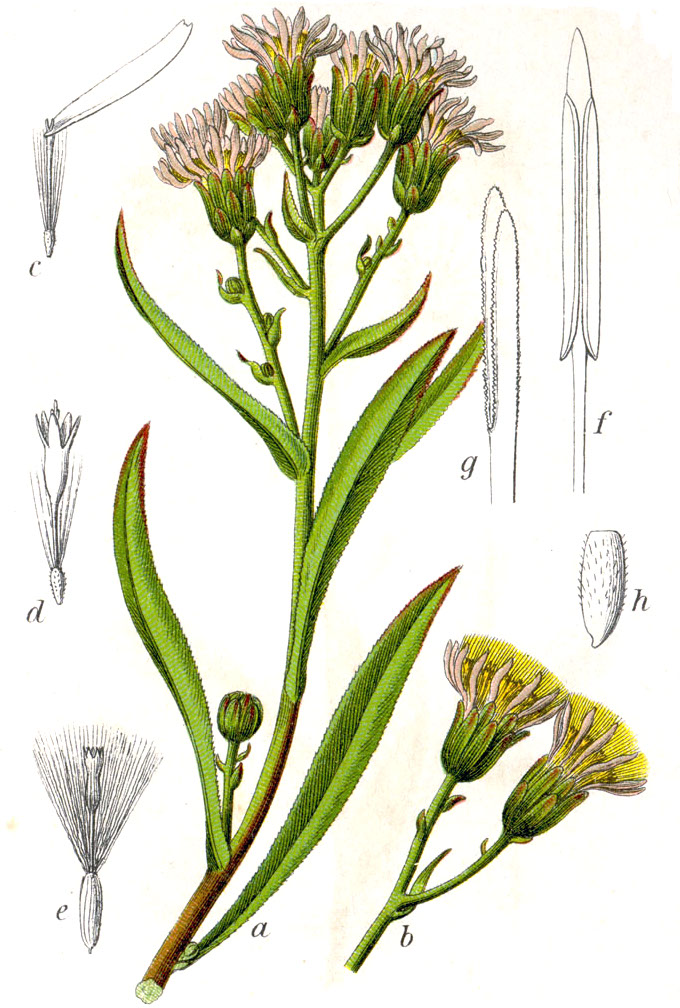
Ілюстрація у виданні «Deutschlands Flora in Abbldungen» 1796 року

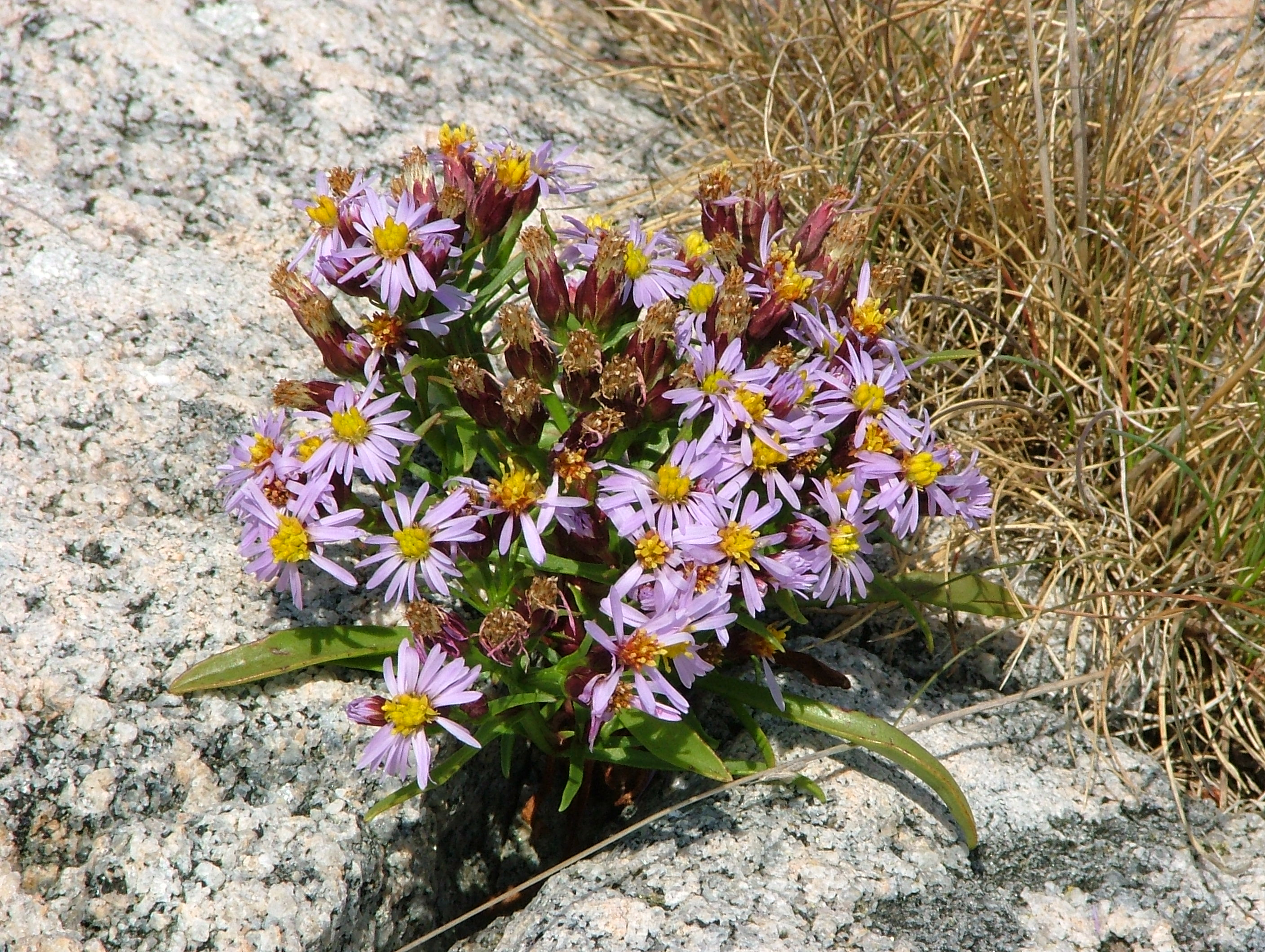
Tripolium pannonicum subsp. tripolium

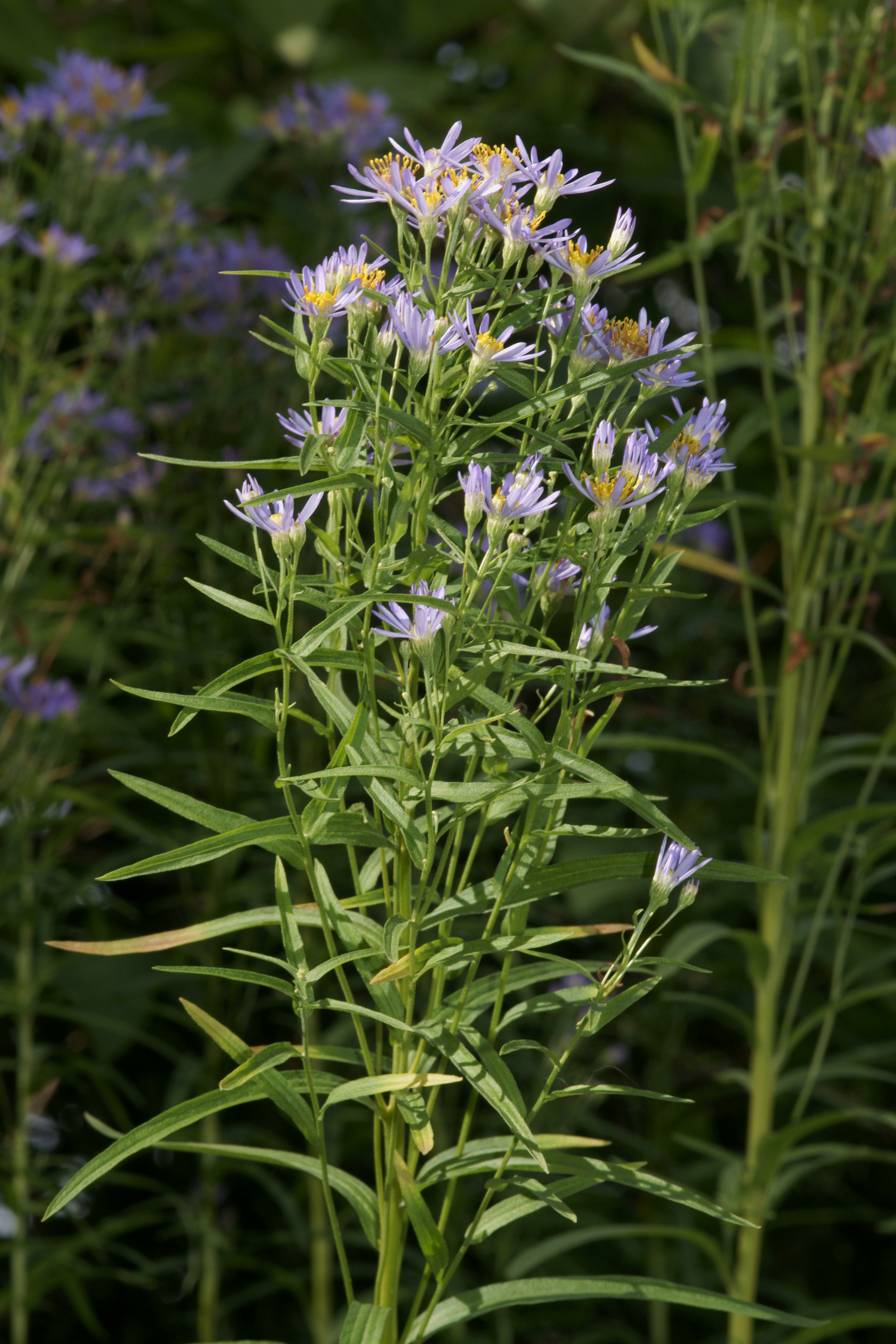

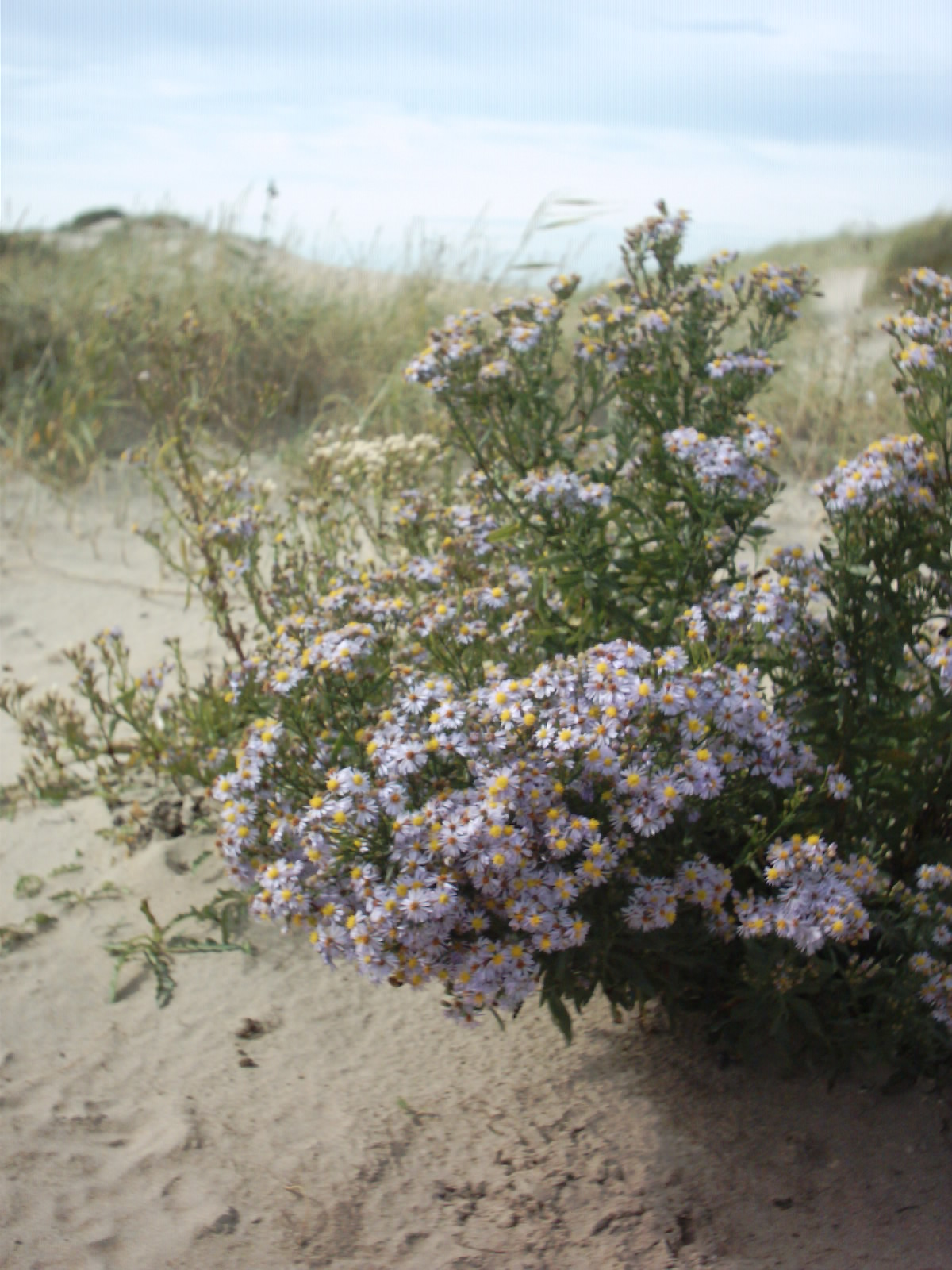

Жовтило, козині очі.

## Морфологія
Одно або дворічна рослина. Корені потужні, довгі, розгалужені. Стебла висотою 10 — 90 см, прямостоячі, прості, зверху розгалужені, голі, нерідко червонуваті. Листя голі; нижні стеблеві — еліптичні або подовжені, тупуваті, поступово звужуються; середні стеблові — вузьколанцетні, загострені. Корзинки численні, утворюють щитковидне суцвіття; язичкові квітки блідо-блакитні, рідше білі; трубчасті — жовті. Плід — густоволосиста сім'янка. Цвіте у липні — жовтні. Плоди дозрівають у серпні — жовтні.

## Екологія
Зростає на солончакових та більш або менш засолених ґрунтах.

## Поширення
Зустрічається у лісостепових та степових районах. Південноєвразійсько-американський вид.

## Підвиди
1. Tripolium pannonicum subsp. pannonicum:
- Європа:
  - Північна Європа: Данія, Фінляндія, Ірландія, Норвегія, Швеція, Сполучене Королівство
  - Середня Європа: Бельгія, Німеччина, Нідерланди, Польща
  - Східна Європа: Естонія, Латвія, Литва, Росія — європейська частина, Калінінградська область
  - Південно-Західна Європа: Франція, Іспанія

2. Tripolium pannonicum subsp. tripolium:
- Азія:
  - Західна Азія: Іран
  - Кавказ: Азербайджан, Грузія, Росія — Передкавказзя, Дагестан
  - Сибір: Алтай, Бурятія, Читинська область, Іркутська область, Красноярський край, Курганська область, Новосибірська область, Омська область, Тува, Тюменська область, Якутія
  - Середня Азія: Казахстан, Киргизстан, Таджикистан, Туркменістан, Узбекистан
  - Далекий Схід Росії: Амурська область, Камчатка, Хабаровський край, Магаданська область, Примор'я, Сахалін
  - Монголія
  - Китай: Ганьсу, Цзянсу, Цзілінь, Ляонін, Внутрішня Монголія, Шеньсі, Шаньдун, Шаньсі, Синьцзян, Чжецзян

Східна Азія: Японія — Хоккайдо, Хонсю, Кюсю, Сікоку, Корея
- Європа
  - Середня Європа: Австрія, Чехія, Угорщина, Словаччина
  - Східна Європа: Молдова; Росія — європейська частина; Україна
  - Південно-Східна Європа: Албанія, Болгарія, Хорватія, Греція, Італія, Румунія, Сербія, Словенія, Туреччина — європейська частина
  - Південно-Західна Європа: Франція, Португалія, Іспанія

## Хімічний склад
Вивчений недостатньо. Відомо, що в рослині, головним чином у квітках, містяться сапоніни, алкалоїди.

## Використання
У народній медицині рослину застосовували при деяких шкіряних хворобах, шлунково-кишкових захворюваннях і туберкульозі легенів. Добрий медонос. Дає духмяний світлий мед. Придатна для декорування газонів на піщано-черепашкових косах Азово-Чорноморського узбережжя.
У Гірському Криму на кам'янистих місцях лучних та лучно-степових схилах зустрічається айстра степова (Aster amellus L.), також придатна для декорування газонів.